# Wilhelm Scheibner
Wilhelm Scheibner (* 8. Januar 1826 in Gotha; † 8. April 1908 in Leipzig) war ein deutscher Mathematiker.
Scheibner studierte von 1844 bis 1848 Mathematik an der Universität Bonn und der Universität Berlin, wobei er auch Vorlesungen bei Carl Gustav Jacobi hörte.  1848 wurde er an der Universität Halle promoviert, wobei sein Doktorvater Jacobi war. 1853 habilitierte er sich an der Universität Leipzig (Über die Berechnung einer Gattung von Functionen, welche bei der Entwickelung der Störungsfunctionen erscheinen), war dort Privatdozent und ab 1856 außerordentlicher und ab 1868 ordentlicher Professor für Mathematik.
Scheibner befasste sich mit Analysis (unendliche Reihen und Kettenbrüche, elliptische Integrale, bestimmte Integrale, Potentialtheorie), Geometrie, Zahlentheorie (Theorie des Jacobi-Symbols und Legendre-Symbols) und Algebra (Invariantentheorie).
Er war Geheimer Hofrat und Mitglied der Königlich-Sächsischen Gesellschaft der Wissenschaften.

## Schriften
- Unendliche Reihen und deren Konvergenz, Leipzig 1860.
- Beiträge zur Theorie der linearen Transformation als Einleitung in die algebraische Invariantentheorie, Leipzig 1907.
- Zur Reduktion elliptischer Integrale in reeller Form, 2 Bände, Leipzig 1879–1880.
- Zur Theorie des Legendre-Jacobi'schen Symbol's {\displaystyle (n/m)}, 2 Bände, Leipzig 1900–1902.